# Cultura polacca nel periodo interbellico
La cultura polacca nel periodo interbellico vide la rinascita della sovranità polacca. Lo status della nazione insieme al suo retaggio culturale non era più soffocato dalle tre potenze straniere che si erano spartite il paese. Lo sviluppo culturale vide l'arretramento delle culture elitarie della nobiltà di stampo ottocentesco come pure della tradizionale cultura popolare, e l'ascesa di una nuova cultura di massa che avvicinò gli strati più larghi della popolazione alle posizioni più evolute dell'intellighenzia educata nella pratica della democrazia.

## Antefatto
A parte la paralisi economica causata dal secolo di spartizioni, una delle più gravi conseguenze del dominio straniero fu l'analfabetismo, che colpiva il 33,1% dei cittadini polacchi nel 1921, con la situazione peggiore che esisteva nell'ex Impero russo. I territori della Spartizione prussiana erano molto sviluppati, sebbene i Polacchi fossero soggetti anche alle più spietate politiche di germanizzazione della Kulturkampf e della Hakata. Nel frattempo, i territori orientali e meridionali – parte dell'ex Spartizione russa e Spartizione austriaca – erano tra le regioni meno sviluppate d'Europa. Anche se il livello dello sviluppo economico, culturale e politico fra le tre ex zone di occupazione differiva sostanzialmente, con il tempo i fulcri culturali di Varsavia, Cracovia, Wilno (la moderna Vilnius) e Lwów (la moderna Lepoli) si elevarono al livello di vitali città europee.

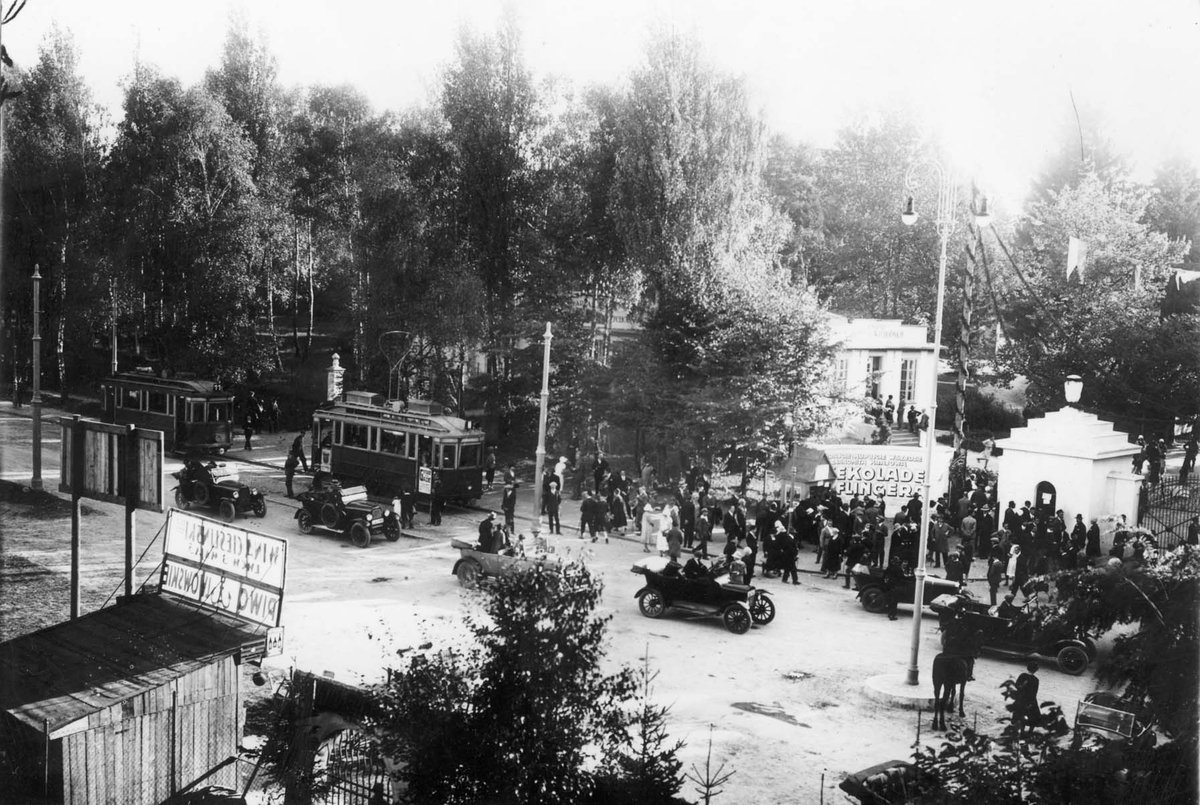
Fiera Orientale (Targi Wschodnie), entrata principale; Lwów (ora Leopoli, Ucraina)

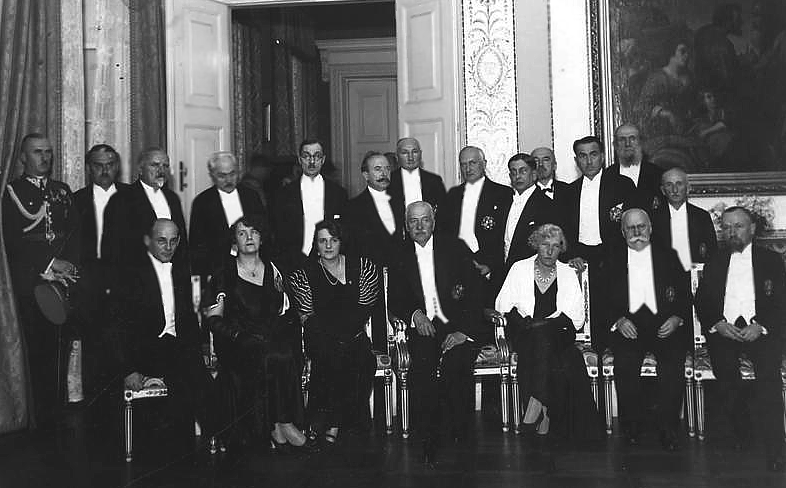
La sessione inaugurale dell'Accademia polacca di letteratura, 1933. Seduti da sinistra a destra: primo ministro Janusz Jędrzejewicz, Zofia Nałkowska, Maria Mościcka, presidente Ignacy Mościcki, Maria Jędrzejewicz, Wacław Sieroszewski, Leopold Staff. In piedi da sinistra: colonnello Jan Głogowski, direttore Skowroński, Zenon Przesmycki, Wacław Berent, Piotr Choynowski, Juliusz Kleiner, Wincenty Rzymowski, Jerzy Szaniawski, Juliusz Kaden-Bandrowski, Karol Irzykowski, Tadeusz Żeleński, Tadeusz Zieliński, e Bolesław Leśmian

## Momenti salienti
Benché il termine cultura polacca si riferisca primariamente alla cultura di lingua polacca in Polonia, la Seconda Repubblica di Polonia ebbe anche numerose vivaci minoranze, soprattutto ebraica, ucraina, bielorussa, lituana e tedesca. Era una società multiculturale la cui composizione etnoculturale si formò lungo un periodo di secoli. Nel 1921, secondo il primo censimento nazionale mai effettuato, i cattolici polacchi costituivano il 69,2% della popolazione, gli Ucraini il 14,3%, gli Ebrei il 7,8%, i Bielorussi il 3,9% e i Tedeschi il 3,9%. Le minoranze ammontavano al 30,8% del totale. L'ascesa della nuova intellighenzia ebbe come risultato lo sviluppo di un numero record di partiti politici, gruppi di pressione e associazioni. In dodici anni o giù di lì i lettori dei giornali raddoppiarono. Nel 1919, nuove università aprirono a Poznań, Wilno e Lublino. Le università di Cracovia e Leopoli furono polonizzate già cinque anni prima. Il Sindacato degli insegnanti delle scuole elementari fu formato nel 1919. Nei primi dieci anni di rinascita della Polonia, il numero totale delle scuole aumentò di quasi 10.000 grazie al decreto ufficiale sull'istruzione pubblica. Al tempo dell'invasione nazi-sovietica del 1939, circa il 90% andavano in scuole in tutto il paese, il numero limitato soltanto dalla carenza di personale qualificato e dalla mancanza di locali adeguati, specialmente nei villaggi.
Nel 1921 un'importante fiera commerciale fu istituita a Lwów dopo la fine delle ostilità là; progettata per facilitare nuove associazioni d'affari dall'interno della Polonia, ma anche dalla Grande Romania, dall'Ungheria e dall'Unione Sovietica tra gli altri luoghi. L'annuale Fiera Orientale o Targi Wschodnie (come era conosciuta in polacco) verso il 1928 poteva vantare circa 1.600 espositori, 400 dei quali erano imprese straniere. La fiera attrasse 150.000 visitatori quell'anno, con collegamenti in tram con la città, ufficio doganale e centralino sul posto. Inoltre nel 1928, una fiera commerciale simile fu lanciata a Wilno (ora Vilnius, Lituania) per cercare di incrementare gli affari nella Polonia nordorientale, estendendosi fino alla Lituania e alla Lettonia. La Fiera Settentrionale (Targi Północne) fu visitata dalla sbalorditiva cifra di 180.000 ospiti nel primo anno. Era il più grande evento annuale che presentava a livello locale tessuti, mobili, animali da fattoria, pelli, attrezzature turistiche, macchinari per la produzione e molti altri prodotti commerciali.

Nuovi teatri aprirono a Bydgoszcz (1919), Katowice (1922) e Toruń (1929). A Varsavia, il nuovo Teatr Polski si esibiva già fin dal 1913, e nel 1924 aprì il Teatr Narodowy, seguito dal Teatr Bogusławskiego (1926, ricostruito) e dall'Ateneum (1928). C'erano anche parecchie vivaci compagnie teatrali a Cracovia e a Leopoli. Verso il 1936 c'erano 26 teatri drammatici permanenti nel paese. La Sala da concerti Filarmonica di Cracovia, ispirata alla Maison du Peuple di Bruxelles, fu completata nel 1931 grazie al generoso patrocinio del principe e cardinale Adam Stefan Sapieha. Durante tutto il periodo interbellico, la Filarmonica di Cracovia mantenne anche il Sindacato polacco dei musicisti professionisti, istituito per tutelare il benessere dei suoi membri come pure il livello artistico delle loro esibizioni.
Conservatori musicali furono fondati a Varsavia, Poznań, Katowice, Cracovia, Łódź e Wilno. Nel 1934 fu eretta a Cracovia la filiale principale del Museo Nazionale di Polonia, con un patrimonio che raggiungeva i 300.000 pezzi. L'industria cinematografica ricevette un grande impulso intorno al 1934, quando salì alla ribalta una generazione di nuovi attori, che includeva Stefan Jaracz, Mieczysława Ćwiklińska, Elżbieta Barszczewska, Kazimierz Junosza-Stępowski e Adolf Dymsza. Il periodo vide l'introduzione del sistema di produzione cinematografica degli studi con la Sfinks di Varsavia, fondata da Aleksander Hertz, che diventò la più grossa compagnia di produzione cinematografica a livello locale. Lo studio scoprì l'allora diciassettenne Pola Negri e fece con lui otto cortometraggi, prima che Negri diventasse una diva internazionale con sede a Hollywood. Nel 1926 la Radio Polacca cominciò le sue trasmissioni regolari da Varsavia. Il numero delle stazioni di proprietà pubblica aumentò fino a 10 anteriormente all'invasione del 1939.

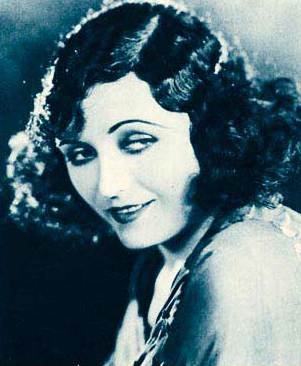
Pola Negri, 1924

Nel 1933, fu fondata a Varsavia l'Accademia polacca di letteratura (APL). Fu una delle più importanti istituzioni statali della vita letteraria dedicate al progresso della cultura e dell'arte. Fu proposta da Stefan Żeromski allo scopo di accelerare il processo di recupero dal secolo di antipolonismo razziale, e attuata nel quinto anniversario dalla sua morte. L'Accademia concedeva due delle più alte onorificenze nazionali per il contributo allo sviluppo della letteratura polacca: l'Alloro d'Oro e d'Argento (Złoty e Srebrny Wawrzyn). Il principale obiettivo era di elevare il livello qualitativo della pubblicazione libraria in Polonia. I membri onorari includevano i principali promotori dell'Accademia: il president di Polonia Ignacy Mościcki e il maresciallo Józef Piłsudski.

## Contributi culturali delle minoranze
Lo spirito della rinascita influenzò non solo la società tradizionale polacca, ma anche le minoranze nazionali, etniche e religiose. Verso la fine degli anni 1930, la stampa ucraina poteva vantare circa 68 titoli pubblicati principalmente a Leopoli, Stanisławów e Kołomyja. Il più impossibile, era il quotidiano di Lwów Dilo ("Il Fatto") con un forte retroterra culturale e liberale. Era pubblicato su base settimanale già fin dal 1880, ma nella Polonia interbellica si era espanso a 10 pagine al giorno (16 pagine il sabato) con 10 dipendenti a tempo pieno. Altri quotidiani popolari includevano Nowyi czas e Ukrainian Visti. La stampa bielorussa consisteva di 16 periodici; e la stampa lituana come pure quella russa pubblicavano intorno a 10 titoli ciascuna. All'Università di Varsavia i seminari sulla storia ucraina erano tenuti da un rinomato studioso, il professor Myron Korduba, che insegnò tra gli altri a Jerzy Giedroyc. Tuttavia, i tentativi ucraini di formare un'università soltanto di lingua ucraina, non ebbero successo, attestando la mancanza di prospettiva da parte di varie entità politiche, prima dell'invasione nazi-sovietica. L'abbondante collezione della stampa tedesca includeva il famoso quotidiano antifascista Neue Lodzer Zeitung.

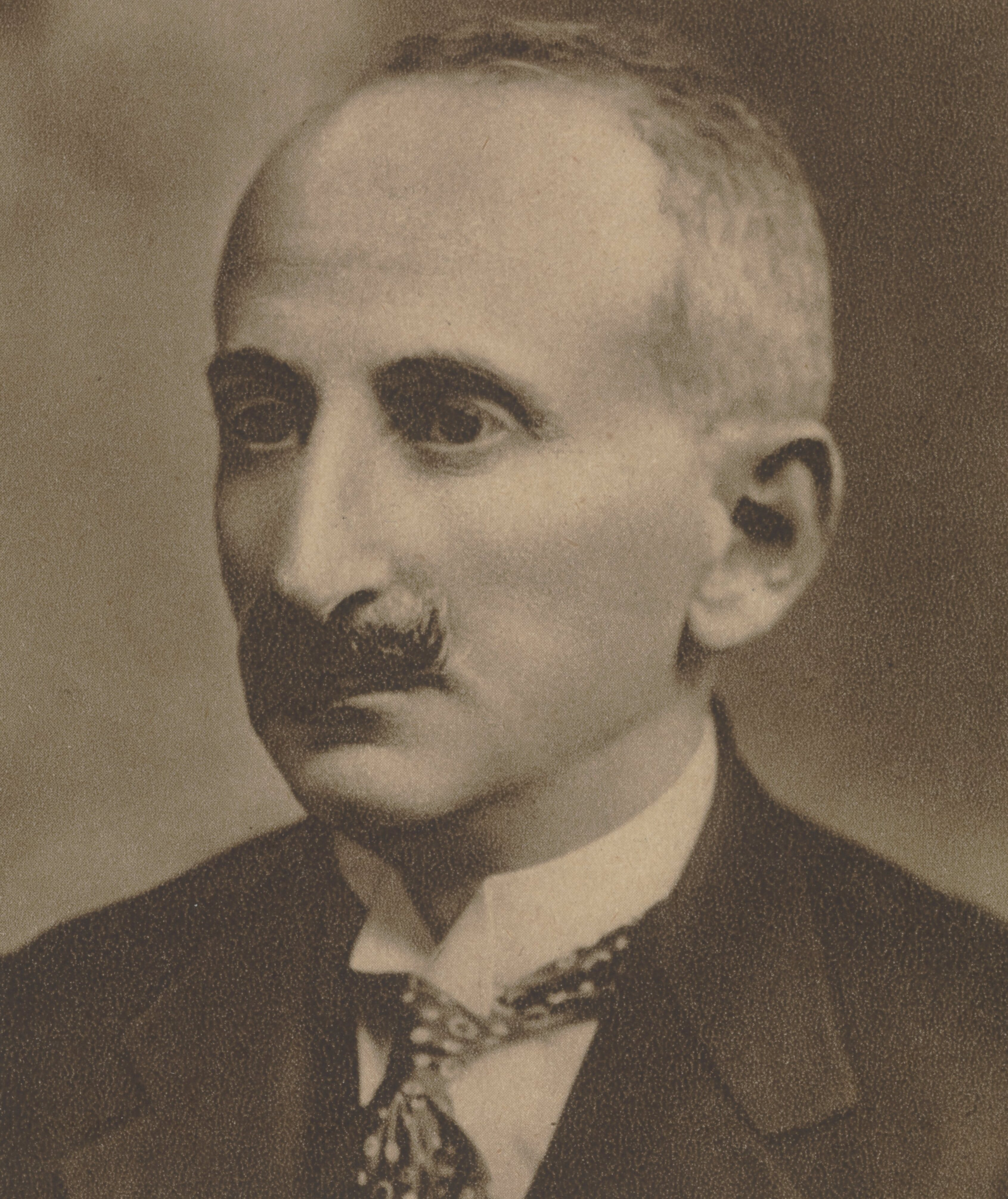
Bolesław Leśmian

La scena culturale ebraica era particolarmente vivace, con numerose pubblicazioni ebraiche e oltre 116 periodici. Autori yiddish, soprattutto Isaac Bashevis Singer, continuavano a ottenere approvazione internazionale. Altri celebri autori ebraici includevano Bruno Schulz, Julian Tuwim, Marian Hemar, Emanuel Schlechter, Jan Brzechwa e Bolesław Leśmian. Konrad Tom e Jerzy Jurandot erano meno noti internazionalmente, ma diedero importanti contributi alla letteratura polacca. Il cantante Jan Kiepura era uno dei più popolari artisti di quell'era, e così i compositori ebraici come Henryk Wars, Jerzy Petersburski, Artur Gold, Henryk Gold, Zygmunt Białostocki e Szymon Kataszek. Tra i pittori noti per le loro raffigurazioni della vita ebraica in Polonia, vi furono Leopold (Leib) Pilichowski formato da Samuel Hirszenberg, Artur Markowicz, il maestro pittore, vincitore di numerosi premi, Maurycy Trębacz, Izrael Lejzerowicz – uno dei più promettenti espressionisti della nuova generazione –, ucciso ad Auschwitz, e numerosi altri. I bambini ebrei erano perlopiù iscritti a scuole religiose. Durante l'anno scolastico 1937–1938 c'erano 226 scuole elementari e dodici scuole superiori nonché quattordici scuole professionali con l'yiddish o l'ebraico come lingua di istruzione. Una rete di 219 scuole secolari di lingua yiddish era gestita dalla TSYSHO (Organizzazione Centrale delle Scuole Yiddish) con 24.000 studenti nel 1929. Il Realgymnazye gestito a Wilno dalla TSBK (filiale della TSYSHO) fu la prima scuola superiore moderna della storia nella quale l'yiddish era la lingua d'istruzione.